# Sandviken, Sala kommun
Sandviken är en bebyggelse i Sala distrikt (Sala socken) i Sala kommun. Sandviken ligger söder om sjön (gruvsystemsdammen) Långforsen, sydväst om Måns Ols Utvärdshus, cirka tre kilometer nordväst om Sala centrum. Sandviken klassades av SCB fram till 2015 som en egen småort för att därefter räknas som en del av tätorten Sala.

## Fotnoter
1. 1 2 3  Småorternas landareal, folkmängd och invånare per km² 2005 och 2010, korrigerad 2012-10-15, SCB, 15 oktober 2012, läs online, läst: 9 juli 2016.[källa från Wikidata]
2. ↑  Kodnyckel för SCB:s statistiska tätorter och småorter - Koppling mellan gammalt och nytt kodsystem, SCB, 11 november 2021, läs online.[källa från Wikidata]